# Dimlama
 (novembre 2023).
Si vous disposez d'ouvrages ou d'articles de référence ou si vous connaissez des sites web de qualité traitant du thème abordé ici, merci de compléter l'article en donnant les références utiles à sa vérifiabilité et en les liant à la section « Notes et références ».
Le dimlama (en russe : Дымдама, dymdama) est un ragoût ouzbek, et plus largement d'Asie centrale, composé de diverses combinaisons de viandes, de pommes de terre, d'oignons, de légumes et parfois de fruits. La viande (généralement de l'agneau ou parfois du veau ou du bœuf) et les légumes sont coupés en gros morceaux et placés en couches dans une casserole hermétiquement fermée pour mijoter lentement dans leur propre jus. En plus des pommes de terre et des oignons, des carottes, du chou, des aubergines, des tomates, des poivrons, de l'ail et une variété d'herbes et de condiments peuvent être ajoutés. Le dimlama est généralement préparé au printemps et en été lorsque la variété de légumes est plus grande. Il est servi sur une grande assiette et mangé avec une cuillère.